# For the Earth
For the Earth（フォー・ジ・アース）はPINK SAPPHIREの7枚目のシングル。

## 内容
メンバー全員が坂本裕介と共同で作詞・作曲を担当した。

## 収録曲
1. For the Earth
作詞：森ユキ・坂本裕介・PINK SAPPHIRE　作曲：PINK SAPPHIRE・坂本裕介　編曲：土方隆行・PINK SAPPHIRE
2. Begin
作詞：菊野晴泉　作曲：鈴木孝子　編曲：土方隆行・PINK SAPPHIRE
3. For the Earth (inst.)